# لورين مورون (لاعب كرة قدم مواليد 1970)
لورين مورون (بالإسبانية: Lorenzo Morón Vizcaíno) هو لاعب كرة قدم ومدرب كرة قدم إسباني في مركز الدفاع، ولد في 16 فبراير 1970 في مربلة في إسبانيا. لعب مع ريال بيتيس وريكرياتيفو ونادي إشبيلية.

## وصلات خارجية
- لورين مورون على موقع Soccerway.com (الإنجليزية)
- لورين مورون على موقع عالم كرة القدم.نت (الإنجليزية)